# Giải vô địch bóng đá thế giới 2022 (Bảng A)
Bảng A của giải vô địch bóng đá thế giới 2022 diễn ra từ ngày 20 đến ngày 29 tháng 11 năm 2022. Bảng này bao gồm Qatar, Ecuador, Senegal và Hà Lan. Hai đội tuyển đứng đầu, Hà Lan và Senegal giành quyền vào vòng 16 đội.

## Các đội tuyển
| Vị trí bốc thăm | Đội tuyển | Nhóm | Liên đoàn | Tư cách vòng loại               | Ngày vượt qua       | Tham dự chung kết | Tham dự cuối cùng | Thành tích tốt nhất lần trước | Bảng xếp hạng FIFA | Bảng xếp hạng FIFA |
| Vị trí bốc thăm | Đội tuyển | Nhóm | Liên đoàn | Tư cách vòng loại               | Ngày vượt qua       | Tham dự chung kết | Tham dự cuối cùng | Thành tích tốt nhất lần trước | Tháng 3 năm 2022   | Tháng 10 năm 2022  |
| --------------- | --------- | ---- | --------- | ------------------------------- | ------------------- | ----------------- | ----------------- | ----------------------------- | ------------------ | ------------------ |
| A1              | Qatar     | 1    | AFC       | Chủ nhà                         | 2 tháng 12 năm 2010 | 0 lần             | –                 | –                             | 51                 | 50                 |
| A2              | Ecuador   | 4    | CONMEBOL  | Hạng tư khu vực Nam Mỹ          | 3 tháng 12 năm 2022 | 4 lần             | 2014              | Vòng 16 đội (2006)            | 46                 | 44                 |
| A3              | Sénégal   | 3    | CAF       | Thắng play-off khu vực châu Phi | 3 tháng 5 năm 2022  | 3 lần             | 2018              | Vòng 16 đội (2002)            | 20                 | 18                 |
| A4              | Hà Lan    | 2    | UEFA      | Nhất bảng G khu vực châu Âu     | 11 tháng 5 năm 2022 | 10 lần            | 2014              | Á quân (1974, 1978, 2010)     | 10                 | 8                  |

Ghi chú
1. ↑  Bảng xếp hạng vào Tháng 3 năm 2022 sẽ được sử dụng làm hạt giống cho buổi lễ bốc thăm.

## Bảng xếp hạng
| VT | Đội       | ST | T | H | B | BT | BB | HS | Đ | Giành quyền tham dự                 |
| -- | --------- | -- | - | - | - | -- | -- | -- | - | ----------------------------------- |
| 1  | Hà Lan    | 3  | 2 | 1 | 0 | 5  | 1  | +4 | 7 | Đi tiếp vào vòng đấu loại trực tiếp |
| 2  | Sénégal   | 3  | 2 | 0 | 1 | 5  | 4  | +1 | 6 | Đi tiếp vào vòng đấu loại trực tiếp |
| 3  | Ecuador   | 3  | 1 | 1 | 1 | 4  | 3  | +1 | 4 |                                     |
| 4  | Qatar (H) | 3  | 0 | 0 | 3 | 1  | 7  | −6 | 0 |                                     |

Ở vòng 16 đội:
- Đội nhất bảng A sẽ đấu với đội nhì bảng B.
- Đội nhì bảng A sẽ đấu với đội nhất bảng B.

## Các trận đấu
Tất cả thời gian được liệt kê là địa phương, AST (UTC+3).
Ban đầu, trận đấu giữa Sénégal và Hà Lan được lên lịch là trận mở màn của giải đấu vào ngày 21 tháng 11 năm 2022, lúc 13:00, trong khi trận đấu giữa Qatar và Ecuador sẽ diễn ra vào cuối ngày hôm đó lúc 19:00. Tuy nhiên, FIFA đã điều chỉnh lịch thi đấu vào ngày 11 tháng 8 năm 2022, chuyển trận đấu Qatar vs Ecuador sang ngày 20 tháng 11, 19:00, để đội chủ nhà góp mặt trong trận khai mạc của giải đấu. Do đó, trận Senegal vs Hà Lan bị lùi sang 19:00 ngày 21 tháng 11.

### Qatar vs Ecuador
Qatar giành chiến thắng 4–3 trong một trận giao hữu vào năm 2018. Ecuador đã có một bàn thắng không được công nhận ở những phút đầu tiên (do lỗi việt vị từ VAR), nhưng sau đó đã giành chiến thắng 2–0 với cú đúp của Enner Valencia. Đây là lần thứ ba liên tiếp tại Giải vô địch bóng đá thế giới có một cầu thủ lập cú đúp ở trận khai mạc (sau Neymar của Brasil năm 2014 và Denis Cheryshev của Nga năm 2018) và là lần đầu tiên bàn mở tỷ số của Giải vô địch bóng đá thế giới là một bàn thắng từ chấm phạt đền. Ngoài ra, Qatar trở thành quốc gia chủ nhà đầu tiên thua trận khai mạc tại một kỳ World Cup.

| Qatar | 0–2      | Ecuador                   |
| ----- | -------- | ------------------------- |
|       | Chi tiết | Valencia 16' (ph.đ.), 31' |

| Qatar | Ecuador |

| GK                | 1  | Saad Al-Sheeb            | 15' |     |
| CB                | 15 | Bassam Al-Rawi           |     |     |
| CB                | 16 | Boualem Khoukhi          |     |     |
| CB                | 3  | Abdelkarim Hassan        |     |     |
| RWB               | 2  | Ró-Ró                    |     |     |
| LWB               | 14 | Homam Ahmed              |     |     |
| CM                | 10 | Hassan Al-Haydos (c) 72' |     |     |
| CM                | 12 | Karim Boudiaf            | 36' |     |
| CM                | 6  | Abdulaziz Hatem          |     |     |
| CF                | 19 | Almoez Ali               | 22' | 72' |
| CF                | 11 | Akram Afif               | 78' |     |
| Thay người:       |    |                          |     |     |
| FW                | 9  | Mohammed Muntari         |     | 72' |
| DF                | 4  | Mohammed Waad            |     | 72' |
| Huấn luyện viên:  |    |                          |     |     |
| Félix Sánchez Bas |    |                          |     |     |

| GK               | 1  | Hernán Galíndez        |     |     |
| RB               | 17 | Ángelo Preciado        |     |     |
| CB               | 2  | Félix Torres           |     |     |
| CB               | 3  | Piero Hincapié         |     |     |
| LB               | 7  | Pervis Estupiñán       |     |     |
| RM               | 19 | Gonzalo Plata          |     |     |
| CM               | 20 | Sebas Méndez           | 56' |     |
| CM               | 23 | Moisés Caicedo         | 29' | 90' |
| LM               | 10 | Romario Ibarra         |     | 68' |
| CF               | 13 | Enner Valencia (c) 77' |     |     |
| CF               | 11 | Michael Estrada 90'    |     |     |
| Thay người:      |    |                        |     |     |
| MF               | 16 | Jeremy Sarmiento       |     | 68' |
| MF               | 5  | José Cifuentes         |     | 77' |
| FW               | 26 | Kevin Rodríguez        |     | 90' |
| MF               | 21 | Alan Franco            |     | 90' |
| Huấn luyện viên: |    |                        |     |     |
| Gustavo Alfaro   |    |                        |     |     |

| Cầu thủ xuất sắc nhất trận đấu: Enner Valencia (Ecuador) Trợ lý trọng tài: Ciro Carbone (Ý) Alessandro Giallatini (Ý) Trọng tài thứ tư: István Kovács (Romania) Trợ lý trọng tài dự bị: Ovidiu Artene (Romania) Trợ lý trọng tài video: Massimiliano Irrati (Ý) Phó trợ lý trọng tài video: Paolo Valeri (Ý) Trợ lý trọng tài video bắt việt vị: Tomasz Listkiewicz (Ba Lan) Hỗ trợ trợ lý trọng tài video: Benoît Millot (Pháp) Quan sát viên trợ lý trọng tài video: Paweł Sokolnicki (Ba Lan) |

### Sénégal vs Hà Lan
Hai đội chưa từng gặp nhau.
Sénégal không có sự phục vụ của Sadio Mané ở giải đấu do gặp chấn thương. Sau hiệp một không bàn thắng, Cody Gakpo đưa Hà Lan vượt lên dẫn trước ở phút 84 khi anh đánh đầu vượt qua tầm với của thủ môn Édouard Mendy sau đường chuyền của Frenkie de Jong. Được tung vào sân đúng lúc, Davy Klaassen ấn định chiến thắng 2–0 khi anh thực hiện cú đá bồi sau pha dứt điểm nhẹ của Memphis Depay khiến Édouard Mendy không bắt dính bóng.

| Sénégal | 0–2      | Hà Lan                      |
| ------- | -------- | --------------------------- |
|         | Chi tiết | - Gakpo 84' - Klassen 90+3' |

| Senegal | Hà Lan |

| GK               | 16 | Édouard Mendy         |       |     |
| RB               | 21 | Youssouf Sabaly       |       |     |
| CB               | 3  | Kalidou Koulibaly (c) |       |     |
| CB               | 4  | Pape Abou Cissé       |       |     |
| LB               | 22 | Abdou Diallo          |       | 62' |
| CM               | 6  | Nampalys Mendy        | 90+4' |     |
| CM               | 5  | Idrissa Gueye         | 90+6' |     |
| CM               | 8  | Cheikhou Kouyaté      |       | 73' |
| RF               | 15 | Krépin Diatta         |       | 73' |
| CF               | 9  | Boulaye Dia           |       | 69' |
| LF               | 18 | Ismaïla Sarr          |       |     |
| Thay người:      |    |                       |       |     |
| DF               | 14 | Ismail Jakobs         |       | 62' |
| FW               | 20 | Bamba Dieng           |       | 69' |
| MF               | 26 | Pape Gueye            |       | 73' |
| FW               | 7  | Nicolas Jackson       |       | 73' |
| Huấn luyện viên: |    |                       |       |     |
| Aliou Cissé      |    |                       |       |     |

| GK               | 23 | Andries Noppert     |     |       |
| CB               | 3  | Matthijs de Ligt    | 56' |       |
| CB               | 4  | Virgil van Dijk (c) |     |       |
| CB               | 5  | Nathan Aké          |     |       |
| RWB              | 22 | Denzel Dumfries     |     |       |
| LWB              | 17 | Daley Blind         |     |       |
| CM               | 11 | Steven Berghuis     |     | 79'   |
| CM               | 21 | Frenkie de Jong     |     |       |
| CM               | 8  | Cody Gakpo          |     | 90+4' |
| CF               | 18 | Vincent Janssen     |     | 62'   |
| CF               | 7  | Steven Bergwijn     |     | 79'   |
| Thay người:      |    |                     |     |       |
| FW               | 10 | Memphis Depay       |     | 62'   |
| MF               | 14 | Davy Klaassen       |     | 79'   |
| MF               | 20 | Teun Koopmeiners    |     | 79'   |
| MF               | 15 | Marten de Roon      |     | 90+4' |
| Huấn luyện viên: |    |                     |     |       |
| Louis van Gaal   |    |                     |     |       |

| Cầu thủ xuất sắc nhất trận đấu: Cody Gakpo (Hà Lan) Trợ lý trọng tài: Bruno Boschilia (Brazil) Bruno Pires (Brazil) Trọng tài thứ tư: Andrés Matonte (Uruguay) Trợ lý trọng tài dự bị: Nicolás Taran (Uruguay) Trợ lý trọng tài video: Juan Soto (Venezuela) Phó trợ lý trọng tài video: Nicolás Gallo (Colombia) Trợ lý trọng tài video bắt việt vị: Diego Bonfá (Argentina) Hỗ trợ trợ lý trọng tài video: Mauro Vigliano (Argentina) Quan sát viên trợ lý trọng tài video: Ezequiel Brailovsky (Argentina) |

### Qatar vs Sénégal
Hai đội chưa từng gặp nhau.
Qatar trở thành nước chủ nhà đầu tiên bị loại khỏi vòng bảng chỉ sau hai trận và là nước thứ hai chung cuộc (sau Nam Phi) sau khi trận đấu giữa Hà Lan và Ecuador kết thúc. Trận thua này cũng chính thức khiến Qatar là đội chủ nhà có thành tích tệ nhất trong lịch sử, vì họ chỉ còn có thể giành được ba điểm, kém một điểm so với bốn điểm của Nam Phi.

| Qatar         | 1–3      | Sénégal                                 |
| ------------- | -------- | --------------------------------------- |
| - Muntari 78' | Chi tiết | - Dia 41' - Diédhiou 48' - B. Dieng 84' |

| Qatar | Senegal |

| GK                | 22 | Meshaal Barsham      |
| CB                | 17 | Ismaeel Mohammad     |
| CB                | 16 | Boualem Khoukhi      |
| CB                | 3  | Abdelkarim Hassan    |
| RWB               | 2  | Ró-Ró                |
| LWB               | 14 | Homam Ahmed          |
| CM                | 10 | Hassan Al-Haydos (c) |
| CM                | 12 | Karim Boudiaf        |
| CM                | 23 | Assim Madibo         |
| CF                | 19 | Almoez Ali           |
| CF                | 11 | Akram Afif           |
| Huấn luyện viên:  |    |                      |
| Félix Sánchez Bas |    |                      |

| GK               | 16 | Édouard Mendy         |
| RB               | 21 | Youssouf Sabaly       |
| CB               | 3  | Kalidou Koulibaly (c) |
| CB               | 14 | Ismail Jakobs         |
| LB               | 22 | Abdou Diallo          |
| CM               | 5  | Idrissa Gueye         |
| CM               | 6  | Nampalys Mendy        |
| RW               | 15 | Krépin Diatta         |
| AM               | 19 | Famara Diédhiou       |
| LW               | 18 | Ismaïla Sarr          |
| CF               | 9  | Boulaye Dia           |
| Huấn luyện viên: |    |                       |
| Aliou Cissé      |    |                       |

### Hà Lan vs Ecuador
Hai đội từng gặp nhau 2 lần, lần cuối vào năm 2014, hai đội hoà nhau 1–1 trong một trận giao hữu.

| Hà Lan     | 1–1      | Ecuador           |
| ---------- | -------- | ----------------- |
| - Gakpo 6' | Chi tiết | - E. Valencia 49' |

### Ecuador vs Sénégal
Hai đội từng gặp nhau 2 lần, lần cuối vào năm 2005, Senegal thắng 2–1 trong một trận giao hữu. Trận thua này khiến Ecuador bị loại khỏi World Cup ngay từ vòng bảng 2 lần liên tiếp, lần gần nhất kể từ năm 2014.

| Ecuador       | 1–2      | Sénégal                               |
| ------------- | -------- | ------------------------------------- |
| - Caicedo 67' | Chi tiết | - I. Sarr 44' (ph.đ.) - Koulibaly 70' |

| Ecuador | Senegal |

| GK               | 1  | Hernán Galíndez    |
| RB               | 17 | Ángelo Preciado    |
| CB               | 2  | Félix Torres       |
| CB               | 3  | Piero Hincapié     |
| LB               | 7  | Pervis Estupiñán   |
| DM               | 8  | Carlos Gruezo      |
| CM               | 21 | Alan Franco        |
| CM               | 23 | Moisés Caicedo     |
| RF               | 19 | Gonzalo Plata      |
| CF               | 11 | Michael Estrada    |
| LF               | 13 | Enner Valencia (c) |
| Huấn luyện viên: |    |                    |
| Gustavo Alfaro   |    |                    |

| GK               | 16 | Édouard Mendy         |
| RB               | 21 | Youssouf Sabaly       |
| CB               | 3  | Kalidou Koulibaly (c) |
| CB               | 14 | Ismail Jakobs         |
| LB               | 22 | Abdou Diallo          |
| CM               | 11 | Pathé Ciss            |
| CM               | 26 | Pape Gueye            |
| RW               | 13 | Iliman Ndiaye         |
| AM               | 5  | Idrissa Gueye         |
| LW               | 18 | Ismaïla Sarr          |
| CF               | 9  | Boulaye Dia           |
| Huấn luyện viên: |    |                       |
| Aliou Cissé      |    |                       |

### Hà Lan vs Qatar
Hai đội chưa từng gặp nhau.
Thất bại trước Hà Lan, Qatar đã trở thành đội chủ nhà đầu tiên và duy nhất trong lịch sử phải nhận ba trận thua và không kiếm được một điểm nào.

| Hà Lan                       | 2–0      | Qatar |
| ---------------------------- | -------- | ----- |
| - Gakpo 26' - F. de Jong 49' | Chi tiết |       |

| Hà Lan | Qatar |

| GK               | 23 | Andries Noppert     |
| CB               | 2  | Jurriën Timber      |
| CB               | 4  | Virgil van Dijk (c) |
| CB               | 5  | Nathan Aké          |
| RM               | 22 | Denzel Dumfries     |
| CM               | 15 | Marten de Roon      |
| CM               | 21 | Frenkie de Jong     |
| LM               | 17 | Daley Blind         |
| AM               | 14 | Davy Klaassen       |
| CF               | 8  | Cody Gakpo          |
| CF               | 10 | Memphis Depay       |
| Huấn luyện viên: |    |                     |
| Louis van Gaal   |    |                     |

| GK                | 22 | Meshaal Barsham      |
| CB                | 2  | Ró-Ró                |
| CB                | 16 | Boualem Khoukhi      |
| CB                | 3  | Abdelkarim Hassan    |
| RWB               | 17 | Ismaeel Mohammad     |
| LWB               | 14 | Homam Ahmed          |
| CM                | 10 | Hassan Al-Haydos (c) |
| CM                | 23 | Assim Madibo         |
| CM                | 6  | Abdulaziz Hatem      |
| CF                | 19 | Almoez Ali           |
| CF                | 11 | Akram Afif           |
| Huấn luyện viên:  |    |                      |
| Félix Sánchez Bas |    |                      |

## Kỷ luật của bảng đấu
Điểm kỷ luật sẽ được sử dụng làm điểm hòa nếu thành tích chung cuộc và thành tích đối đầu của các đội bằng nhau. Số thẻ này được tính dựa trên số thẻ vàng và thẻ đỏ nhận được trong tất cả các trận đấu vòng bảng như sau:
- thẻ vàng thứ nhất: trừ 1 điểm;
- thẻ đỏ gián tiếp (thẻ vàng thứ hai): trừ 3 điểm;
- thẻ đỏ trực tiếp: trừ 4 điểm;
- thẻ vàng và thẻ đỏ trực tiếp: trừ 5 điểm;

Chỉ một trong số các khoản khấu trừ trên có thể được áp dụng cho một người chơi trong một trận đấu duy nhất.
| Team    | Trận 1   | Trận 1                                    | Trận 1 | Trận 1            | Trận 2   | Trận 2                                    | Trận 2 | Trận 2            | Trận 3   | Trận 3                                    | Trận 3 | Trận 3            | Điểm |
| Team    | Thẻ vàng | Thẻ vàng · Thẻ vàng-đỏ (thẻ đỏ gián tiếp) | Thẻ đỏ | Thẻ vàng · Thẻ đỏ | Thẻ vàng | Thẻ vàng · Thẻ vàng-đỏ (thẻ đỏ gián tiếp) | Thẻ đỏ | Thẻ vàng · Thẻ đỏ | Thẻ vàng | Thẻ vàng · Thẻ vàng-đỏ (thẻ đỏ gián tiếp) | Thẻ đỏ | Thẻ vàng · Thẻ đỏ | Điểm |
| ------- | -------- | ----------------------------------------- | ------ | ----------------- | -------- | ----------------------------------------- | ------ | ----------------- | -------- | ----------------------------------------- | ------ | ----------------- | ---- |
| Hà Lan  | 1        |                                           |        |                   |          |                                           |        |                   | 1        |                                           |        |                   | −2   |
| Ecuador | 2        |                                           |        |                   | 1        |                                           |        |                   |          |                                           |        |                   | −3   |
| Sénégal | 2        |                                           |        |                   | 3        |                                           |        |                   | 1        |                                           |        |                   | −6   |
| Qatar   | 4        |                                           |        |                   | 3        |                                           |        |                   |          |                                           |        |                   | −7   |